# Konstantinowskaja (Kraj Stawropolski)
Konstantinowskaja (ros. Константиновская) – stanica w Rosji, w Kraju Stawropolskim, w okręgu miejskim Piatigorska. W 2010 liczyła 8623 mieszkańców.